# KV11
KV11, acrònim de l'anglès King's Valley, és una tomba egípcia de l'anomenada Vall dels Reis, situada a la riba oest del riu Nil, a l'altura de la moderna ciutat de Luxor. Tot i que fou l'obra fou iniciada per Setnakht el sepulcre fou usat pel seu fill, el faraó Ramsès III de la dinastia XX

## Marc històric
Després de les morts de Ramsès II i Merenptah, la dinastia XIX i el país sencer van col·lapsar, i un període anàrquic d'incerta durada va sacsejar Egipte fins que Setnakht, un membre ramèssida de la classe militar de Pi-Ramsès va assumir el poder i va derrotar a tots els seus enemics, inclosa la reina Tausert.
No obstant això, el regnat de Setnakht, considerat fundador de la dinastia XX va ser molt curt, i les tasques de restauració de l'ordre les va dur a terme el seu fill i successor, coronat com a Usermaatra-Meriamón Ramsès-Heqaiunu, és a dir, Ramsès III. Considerat l'últim gran monarca de l'Egipte faraònic, la seva meta va ser emular Ramsès II, el Gran, i això es va dedicar durant el seu regnat de 31 anys, de 1185-1154 aC Del seu regnat data la imponent construcció de Medinet Habu, i sembla que per primera vegada en cinquanta anys les coses tornaven a somriure a les Dues Terres. El regnat de Ramsès III va ser l'últim fulgor de l'Imperi Nou.
Ramsès III va salvar Egipte en diverses ocasions de la crisi, guerrejant contra els Pobles del Mar i realitzant reformes administratives, però el seu regnat va acabar de forma terrible. Mentre que els constructors de la seva tomba a la Vall dels Reis protagonitzaven una vaga -la primera coneguda en tota la història de la humanitat- a causa de les seves dures condicions de treball, es forjava una conspiració en l'harem, protagonitzada per una reina i un príncep real. Va arribar a haver màgia negra implicada en això, i l'escàndol va provocar una manca de credibilitat i un augment de la corrupció abans mai vist.
Fins i tot se sap que Ramsès III no va arribar a veure el procés judicial complet, perquè va morir abans del quart judici, potser a causa de la mateixa conspiració. Amb la seva mort quedava condemnat el ja malmès imperi egipci, i els seus successors no farien més que desbaratar tota la tasca de Ramsès III, perdent tota la influència exterior, i també la interior, a les mans dels sacerdots d'Amon i dels nobles de l'Alt Egipte i Núbia.

## Situació
KV11 es troba una mica allunyada del uadi central de la Vall, obrint el ramal sud-occidental de la necròpolis. Immediata veïna a KV10 (les obres de la tomba número 11 van obrir un enorme forat en una càmera de la tomba número 10), està davant de dues petites tombes, KV56 i KV58, però caldria moure diversos metres més per arribar a algun sepulcre real.
Encara que segueix el mateix disseny simple de les tombes reials ramésidas, amb un eix recte, absència de pou funerari i passadissos d'escassa inclinació, la tomba de Ramsès III posseeix algunes qualitats que la fan única en el seu gènere. Com que a l'altura del tercer corredor els constructors es van topar amb KV10 obrint un lleig forat al sostre d'aquesta última, es va haver de desplaçar lleugerament i de forma paral·lela l'eix quan el projecte es va reprendre per albergar el cos de Ramsès III. Així, i per evitar altres possibles destrosses, no és d'estranyar que la resta del passadís tingui un pendent lleugerament ascendent malgrat ser alguna cosa realment infreqüent en una tomba egípcia de l'Imperi Nou.
Així, després de l'entrada (A), els tres primers corredors (B, C i l'accidentat D1), trobem el corredor definitiu (D2) i la càmera ritual del pou (E), que porta a la sala de pilars (F). Després d'ella, era costum excavar dos passadissos descendents i una avantcambra, però es va optar aquesta vegada per un sol corredor (G) i dos avantcambres (H i I) abans d'arribar a la gran sala sepulcral (J). Com va ser molt llarg el regnat de Ramsès III, els constructors van poder permetre algunes llicències i seguir construint més enllà de la càmera sepulcral un total de ds petites habitacions bessones (K1 i K2) seguides d'una més allargada al final de la tomba (L). En total, més de 100 m en les profunditats, i una de les tombes més grans i de major àrea de la Vall dels Reis.
Però no només es compon la tomba de Ramsès III d'aquestes estades. El lloc posseeix moltes càmeres annexes a diferents estances que augmenten la bellesa i la puixança del sepulcre. A part de les quatre habitacions laterals a la cambra sepulcral, que també posseeixen altres tombes (Ja, Jb, Jc, Jd), hi ha un magatzem en direcció oest a la cambra de pilars (Fa), i alguna cosa realment infreqüent: el corredor B consta d'un nínxol a cada costat (Ba i Bb) i el C de fins a quatre (Ca, Cb, ..., Ch).

## Decoració
Actualment la KV11 és una de les tombes obertes als turistes, i una de les que compten amb frescos en bon estat de conservació i notable bellesa. Encara que els baixos relleus no són tan reeixits com en altres sepulcres reals, la vivesa dels colors, l'originalitat de gairebé tots els motius decoratius i la bellesa de les representacions han convertit la tomba de Ramsès III a una de les joies de la Vall dels Reis.
Així i tot, per la seva situació geogràfica el lloc ha patit algunes inundacions realment violentes al llarg de la seva història, i hi ha algunes pintures que han patit danys. Més enllà de la càmera de pilars i el passadís G totes les estances estan en pitjor estat i la seva estructura s'ha vist danyada per la força de les aigües.
* Després del passadís d'entrada, els muntants del corredor B presenten l'usual disc solar flanquejat per les alades Isis i Neftis, però a això s'afegeix a forma de columnes uns caps de la deessa-vaca Hathor, un motiu inèdit que ja avisen de la variada decoració de la tomba. Al llarg del passadís hi ha part de la Lletania de Ra a les parets i estrelles al cel, així com al rei-els cartutxos de Setnakht van ser substituïts pels del seu fill Ramsès III al costat del déu ra Horajti. Les habitacions laterals Ba i Bb mostren accions seculars (carnissers, mariners, cuiners, forners, i els estris de treball de tots ells), alguna cosa realment infreqüent en un lloc com KV11.
* El corredor C continua amb la Lletania de Ra i afegeix algunes escenes de l'ampli Llibre dels Morts. Per la seva banda, les habitacions laterals inclouen pintures també estranyes a una tomba real: 
* A Ca i Cb apareixen representades diverses divinitats fluvials (Hapy, Renenutet, etc.)
* En Cc i Cf hi ha més fragments del Llibre dels Morts.
* En Cd hi ha les celebèrrimes imatges dels arpistes "cecs" tocant davant algunes deïtats com Ra, Osiris o  Shu.
* En Ce apareixen dotze figures d'Osiris assegut en tota la seva majestat.
* En Cg i Ch estan representats diversos objectes funeraris, estendards divins, i fauna del lloc.
* L'única part decorada del corredor D és el passadís D2-el D1, la construcció va causar la caiguda del sostre en KV10 no té pintures-i en ell estan pintades les hores quartes i cinquenes del recorregut nocturn del Sol, és a dir, del Llibre de l'Amduat. A partir d'aquesta zona la decoració és completament original de Ramsès III, no de Setnakht.
* L'habitació E (o sala del "pou") compta amb figures del difunt monarca al costat de Osiris, Isis, Neftis, Serket, Anubis i els quatre fills de Horus.
* De totes les estades en KV11 és sens dubte la càmera de pilars (F) la de major bellesa i en la qual les imatges millor conservades estan en la seva gran majoria. Mentre que les parets tenen parts del Llibre de les Portes, a les cares dels quatre pilars apareix Ramsès III fent ofrenes a diversos déus masculins (Ra-Horajti, Atum, Ptah, Geb, Jepri, Toth, Nefertem...). La sala annexa Fa continua amb la temàtica del Llibre de les Portes, i hi ha més ofrenes a Osiris, Toth i Horus, així com dues imatges de Serket i Neit.
* Com és costum en les tombes ramèssides, després de la sala dels pilars, el següent corredor (G) mostra el ritual d' Obertura de la Boca practicat a la mòmia del difunt per un sacerdot d'Horus-Iunmutef. Per la seva banda, les dues avantcambres H i I, que han resultat molt danyades per les inundacions, mostraven imatges de déus avui difícils d'identificar.
* La càmera sepulcral segueix el mateix patró que la sala de pilars. Les parets estan decorades amb texts funeraris (en aquest cas a més del Llibre de les Portes s'inclou el Llibre de la Terra) i les columnes amb ofrenes als déus. Les divinitats tornen a ser les mateixes, però repartides en vuit pilars en lloc de en quatre, i a elles s'agreguen altres de caràcter més secundari com Onuris, Shepsy, Soped, Tatjenen o la tríada funerària Ptah-Sokaris-Osiris. Les càmeres veïnes mostren diferents motius tal que: 
* Ja porta en les seves parets un encanteri del Llibre dels Morts.
* Jb manté imatges d'Osiris acompanyat dels quatre fills d'Horus (indicant que potser en aquest lloc es guardessin els vasos canopis).
* Jc porta inscrit un text funerari més difícil de veure en una tomba, l'anomenat Llibre de la Vaca Celestial.
* La decoració de Jd està poc clara, però sembla representar els camps de IARU, similars als camps Elisis grecs.
* Les sales bessones K1 i K2, així com l'última habitació (L) mostren més personalitats de l'extens panteó egipci, però tampoc són fàcils de descobrir les seves identitats. Al final de la tomba tornen a aparèixer parts del Llibre de les Portes, el text al que més es recorre en tota KV11.
* El lloc presenta diversos grafits, que demostren que la tomba va estar oberta almenys des d'època grecoromana fins a la sala F. Els llenguatges més freqüents són el demòtic i el grec, encara que hi ha algun també en l'europeu modern i fins i tot una inscripció en hieràtic que data de l'any 13 de Esmendes I, en la qual potser la mòmia fos traslladada a un lloc més segur.

## La mòmia del faraó
Tot i que la tomba va ser començada per Setnakht, aquest al final optaria per ser enterrat a KV14, i el projecte no tornaria a ser reprès fins que va assumir el tron Ramsés III, el seu fill i successor, que sí que va ser enterrat en KV11. Com tantes altres mòmies reals de l'Imperi Nou, el cadàver d'aquest rei va ser posat fora de perill pels sacerdots durant la dinastia XXI i finalment trobat en l'amagatall de DB320 al costat d'altres grans faraons entre els quals també es trobava el model del propietari de KV11, el famós Ramsés II.
La mòmia de Ramsès III va ser trobada a la caixa en què es podia llegir el nom de la reina Amosis-Nefertari, però aquest cas no és únic: es va produir una autèntica barreja de personalitats reals separades entre si per diverses generacions degudes, potser, a la precipitació dels seus salvadors. En el moment del seu descobriment només es va desenvolupar el cap, i la resta tan cenyit que podia desintegrar si es feien moviments bruscs. És per això que no s'ha pogut advertir cap signe que certifiqui si el monarca va ser assassinat arran de la conspiració de l'harem real o si va morir per una altra causa.
Ramsès III es troba en un bon estat de conservació, i el seu cos no s'ha vist castigat durant el seu trasllat a l'amagatall, al contrari que altres mòmies reals.